# Al-Darimi
Abu Muhammad Abdullah Bin Abdur Rahman Al-Darimi (en árabe.  ابومحمد عبدالله بن عبدالرحمن الدارمي, Samarcanda, Uzbekistán, 797 (181 tras la hégira)-Mascate, Omán, 869 (255 tras la hégira) fue un escolástico e imán suní interesado por el hadiz. Se le conoce sobre todo por su compilación Sunan al-Darimi.